# Валерія Шкірандо
Валерія Шкірандо (рос. Валерия Шкирандо; нар. 21 листопада 1988, Санкт-Петербург, РРСФР, СРСР) — російська акторка театру та кіно.

## Життєпис
Валерія Шкірандо народилася 21 листопада 1988 року в Санкт-Петербурзі. У її родині ніхто не був пов'язаний зі світом кіно чи театру.
У шкільні роки займалася у театральному гуртку та музичній школі.
Після закінчення школи вступила у Російський інститут театрального мистецтва в Москві. Проте незабаром перевелась до Санкт-Петербурзької державної академії театрального мистецтва, яку закінчила у 2011 році, курс В.І. Подгородінського, спеціальність — артист музичного театру.
Ще під час навчання в академії працювала у театрі «На Неві» у 2006 — 2007 роках, а з 2007 року працювала акторкою театру «Рок-опера».
У 2011-2013 роках Валерія Шкірандо працювала в Санкт-Петербурзькому театрі «Буфф».
З 2013 року Валерія Шкірандо зосередилася на своїй кінокар'єрі, хоча й співпрацює з театром «Лабораторія „ON.ТЕАТР“»
Кінодебют Валерія Шкірандо на великому екрані відбувся 2006 року в 8-му сезоні кримінальної стрічки «Вулиці розбитих ліхтарів», де вона зіграла невелику роль.

## Фільмографія
| Рік  |    | Українська назва                | Оригінальна назва                   | Роль                                   |
| ---- | -- | ------------------------------- | ----------------------------------- | -------------------------------------- |
| 2018 | с  | Дует по праву                   | Дуэт по праву                       | Алла Давидова, головна роль            |
| 2017 | кф | Обмін                           |                                     | Олена                                  |
| 2017 | с  | Зниклий безвісти. Друге дихання | Пропавший без вести. Второе дыхание | Ангеліна, адвокат                      |
| 2017 | с  | По той бік смерті               | По ту сторону смерти                | Ольга Печерникова, подруга Ганни       |
| 2017 | с  | Отчий берег                     | Отчий берег                         | Тамара Суслова, акторка                |
| 2017 | ф  | Захисники                       | Защитники                           | Олена Латіна                           |
| 2016 | с  | Злочин                          | Преступление                        | Ольга Рибакова                         |
| 2016 | с  | Підкидьки                       | Подкидыши                           | Юлія Ярвіс, головна роль               |
| 2016 | с  | Промінчик                       | Лучик                               | Христина Вавилова, коханка Гліба       |
| 2016 | ф  | Дігери                          | Диггеры                             | Юля                                    |
| 2016 | с  | Дах світу                       | Крыша мира                          | Маргарита Ярцева                       |
| 2016 | ф  | Спарта                          | Спарта                              | Ганна Ліпатова, головна роль           |
| 2015 | с  | Така робота                     | Такая работа                        | Катерина Деркач                        |
| 2015 | с  | Сімейний альбом                 | Семейный альбом                     | співачка в барі                        |
| 2015 | с  | Морські дияволи. Смерч-2        | Морские дьяволы. Смерч-2            | Майя                                   |
| 2015 | с  | Молодіжка-2                     | Молодёжка-2                         | Христина Романова                      |
| 2015 | с  | Лондонград. Знай наших!         | Лондонград. Знай наших!             | Уляна Карпачова                        |
| 2015 | с  | Жінка в біді-2                  | Женщина в беде-2                    | Наталя, дружина Щукіна                 |
| 2015 | ф  | Весь цей джем                   | Весь этот джем                      | Тетяна                                 |
| 2014 | с  | Шаманка                         | Шаманка                             | Тая Воронцова, подруга Гели            |
| 2014 | с  | Тест на вагітність              | Тест на беременность                | Аліна                                  |
| 2014 | ф  | Батальйон                       | Батальонъ                           | княжна Віра Неклюдова                  |
| 2014 | с  | Обмін                           | Обмен                               | Мері, головна роль                     |
| 2014 | ф  | Красень і чудовисько            | Красавец и чудовище                 | Елла, коханка Івана                    |
| 2013 | с  | Чужий район-3                   | Чужой район-3                       | Марина                                 |
| 2013 | с  | Команда                         | Команда                             | Галина, дружина Тєрєнтьєва             |
| 2013 | с  | Всі скарби світу                | Все сокровища мира                  | Анжела, дочка Воронової                |
| 2012 | ф  | Хвіст                           | Хвост                               | адміністратор салону                   |
| 2012 | с  | Кулінар                         | Кулинар                             | Люда, адміністратор                    |
| 2011 | с  | Вулиці розбитих ліхтарів-11     | Улицы разбитых фонарей-11           | Аня Соболєва, молода акторка           |
| 2011 | с  | Таємниці слідства-10            | Тайны следствия-10                  | Інґа                                   |
| 2011 | с  | Наркотрафік                     | Наркотрафик                         | Марина, дружина Прозорова              |
| 2011 | с  | Захист свідків                  | Защита свидетелей                   | секретар ГУВС                          |
| 2011 | с  | Дорожній патруль-10             | Дорожный патруль-10                 | Ганна Гаврилова                        |
| 2011 | ф  | Лікаря викликали?               | Врача вызывали?                     | Ніночка, секретар Зубова               |
| 2010 | с  | Дізнавач                        | Дознаватель                         | Олена Гаврилова, однокласниця Суворова |
| 2008 | с  | Жити спочатку                   | Жить сначала                        | Гертруда                               |
| 2006 | с  | Вулиці розбитих ліхтарів-8      | Улицы разбитых фонарей-8            | Діана                                  |